# Elisa Riera Capdevila
Elisa Riera Capdevila (Montcada i Reixac, 25 de febrer de 1945) és una mestra, empresària i escriptora catalana, especialitzada en poesia.

## Biografia
Col·laboradora habitual en mitjans de comunicació i en revistes científiques i culturals (diari Avui, fins al 1982).
Forma part del grup 7 de Cors, vinculat a l'Escola d'Escriptura de l'Ateneu de Barcelona, amb els quals fa recitals a diversos indrets de Catalunya. És autora d'alguns pròlegs de llibres i coautora de la guia didàctica Pedalejant per les comarques.
La seva obra neix a partir de les seves experiències i emocions, alguns dels motius que impulsen Elisa Riera a escriure poesia són: jugar amb les paraules, conjugar les angoixes vitals i buscar la complicitat del lector. Les seves composicions són intel·lectuals, humanes i contribueixen a la dinamització de la vida cultural de Montcada i Reixac.
Riera afirma que per a ella escriure és com una via per expulsar les seves dèries i alhora establir un lligam amb aquells lectors que hi troben alguna cosa amb la qual se senten identificats.

## Obra

### Poesia
- Racons d'enyor. Cerdanyola del Vallès. Ed: Ajuntament de Cerdanyola del Vallès, 1992[3]
- La corba de l'oblit. Barcelona. Ed: Columna, 1994[4]
- Cànem. Montcada i Reixac, 1997[5]
- Tramat. Barcelona. Ed: Tecum Editors, 1998[6]
- Fressa de vespre. Solsona. Ed: Solsona Comunicacions, 2001[7]
- Els colors de la calma. Solsona. Ed: Solsona Comunicacions (2001)[8]
- Abecedari. Montcada i Reixac (2009)[9]
- Els reptes de l'alba. Montcada i Reixac. Ed: l'autora (2012)[10]
- El color de la nit. Santa Perpètua de Mogoda. Ed: l'autora (2015)[11][12]
- Priorat. Llicorella i poesia, amb Miquel Sánchez. Santa Perpètua de Mogoda. Ed: l'autora (2017)[13]

## Premis i reconeixements
- Jocs florals de Montcada i Reixac (1993)
- Divendres Culturals de Poesia de Cerdanyola del Vallès (La corba de l'oblit, 1993)
- Vila de Corbera de poesia (1996)
- Certament Literari del Casc Antic de Barcelona-poesia (1996)
- Fundació Mauri de narrativa curta de La Garriga (1996)
- Amics de la poesia de l'Associació de Veïns del Casc Antic de Barcelona (Abecedari, 2004)
- Jocs Florals per a gent gran Camp d'en Grassot-Gràcia (2009)
- Poesia de Tardor, Memorial José Lòpez Garcia (2010)